# Chris Mason
Chris Mason (Bristol, 17 december 1969) is een Engels darter. In het dartscircuit luistert Mason naar de bijnaam Mace the Ace, daar hij tevens een fanatiek pokeraar is.

## BDO
Mason begon zijn carrière bij de British Darts Organisation. In 1996 maakte hij zijn debuut op het World Professional Darts Championship, waar hij in de eerste ronde met 3-0 verloor van Andy Fordham. In 1997 bereikte hij zijn eerste finale tijdens het Sky Sports World Pairs, waar hij samen speelde met Steve Raw. Het duo verloor de finale van Phil Taylor en Bob Anderson.
In 1999 leverde Mason zijn beste prestatie op het Wereldkampioenschap door de halve finale te halen. De kwartfinale van dit toernooi was een memorabele wedstrijd. Martin Adams kwam met 1-4 voor tegen Mason, maar kon het niet afmaken. Uiteindelijk kwam Mason terug tot 4-4 en won hij de beslissende set met 6-4 in legs. In de halve finale van dat toernooi verloor hij met 5-2 van Raymond van Barneveld.
Een jaar later nam hij revanche door verdedigend kampioen Van Barneveld te verslaan in de eerste ronde. Hij haalde nogmaals de halve finale, waar hij verloor van Ted Hankey. In 2001 deed Mason voor de laatste keer mee aan Lakeside. Hij verloor in de eerste ronde van Mervyn King en later dat jaar haalde hij de halve finale van de Winmau World Masters.

## PDC
In 2002 stapte hij over naar de andere dartsbond, de Professional Darts Corporation. Hij deed meteen mee aan het Ladbrokes World Darts Championship, maar verloor in de eerste ronde van Dave Askew. In 2003 kwam hij verder, maar verloor hij in de kwartfinale van John Part. Hij miste een hoop toernooien van 2003 en 2004, zo miste Mason het PDC WK van 2004 wegens een gevangenisstraf. Mason maakte zijn comeback tijdens het World Grand Prix van 2004.
Mason heeft nooit een groot televisietoernooi gewonnen, maar wel meerdere kleinere toernooien. Zo won hij bijvoorbeeld de Scottish Open, de Irish Masters en de England Open. Hij was ook tegenstander toen Phil Taylor tijdens het World Matchplay van 2002 zijn eerste 9-darter op televisie gooide.

## Resultaten op Wereldkampioenschappen

### BDO
- 1996: Laatste 32 (verloren van Andy Fordham met 0-3)
- 1998: Laatste 16 (verloren van Peter Johnstone met 0-3)
- 1999: Halve finale (verloren van Raymond van Barneveld met 2-5)
- 2000: Halve finale (verloren van Ted Hankey met 4-5)
- 2001: Laatste 32 (verloren van Mervyn King met 2-3)

### PDC
- 1997: Laatste 24 (groepsfase)
- 2002: Laatste 32 (verloren van Dave Askew met 3-4)
- 2003: Kwartfinale (verloren van John Part met 0-5)
- 2005: Laatste 16 (verloren van Colin Lloyd met 3-4)
- 2006: Laatste 32 (verloren van John Part met 3-4)
- 2007: Laatste 16 (verloren van Phil Taylor met 0-4)
- 2008: Laatste 32 (verloren van Kevin Painter met 0-4)
- 2009: Laatste 64 (verloren van John MaGowan met 0-3)

### WSD (Senioren)
- 2023: Laatste 32 (verloren van Terry Jenkins met 2-3)
- 2024: Kwartfinale (verloren van Lisa Ashton met 1-3)
- 2025: Laatste 16 (verloren van John Henderson met 2-3)

## Resultaten op de World Matchplay

### PDC
- 1996: Laatste 32 (verloren van Alan Warriner met 8-10)
- 1997: Laatste 32 (verloren van Richie Burnett met 5-8)
- 1998: Halve finale (verloren van Ronnie Baxter met 11-13)
- 1999: Kwartfinale (verloren van Phil Taylor met 11-16)
- 2000: Laatste 16 (verloren van John Lowe met 11-13)
- 2001: Laatste 32 (verloren van Dennis Smith met 4-10)
- 2002: Kwartfinale (verloren van Phil Taylor met 7-16)
- 2006: Kwartfinale (verloren van James Wade met 4-16)
- 2007: Laatste 32 (verloren van Roland Scholten met 11-13)
- 2008: Laatste 32 (verloren van John Part met 3-10)

### WSDT (Senioren)
- 2024: Laatste 16 (verloren van Neil Duff met 4-8)

## Privé
Chris Mason was getrouwd met Lisa, waarmee hij vier kinderen heeft (hij verliet haar toen zij zwanger was van de vierde). Tegenwoordig is hij getrouwd met Lorna met wie hij geen kinderen heeft.